# بادو جاك
بادو جاك (بالسويدية: Badou Jack) مواليد 31 أكتوبر 1983 في ستوكهولم، هو ملاكم محترف سويدي يصنف ضمن فئة وزن فوق المتوسط. حقق بطولة المجلس العالمي للملاكمة. شارك في دورة الألعاب الأولمبية الصيفية سنة 2008.

## إحصائيات
خاض خلال مسيرته 23 نزالا، فاز في 20 وتعادل في 2 وخسر في 1. فاز بالضربة القاضية في 12 نزالا.

## وصلات خارجية
- بادو جاك على موقع بوكس ريك (الإنجليزية) (registration required)
- بادو جاك على موقع اللجنة الأولمبية الدولية (الإنجليزية)
- بادو جاك على موقع أوليمبيديا (الإنجليزية)

- الموقع الرسمي